# Vila Nova do Piauí
Vila Nova do Piauí è un comune del Brasile nello Stato del Piauí, parte della mesoregione del Sudeste Piauiense e della microregione dell'Alto Médio Canindé.